# はつかり (列車)

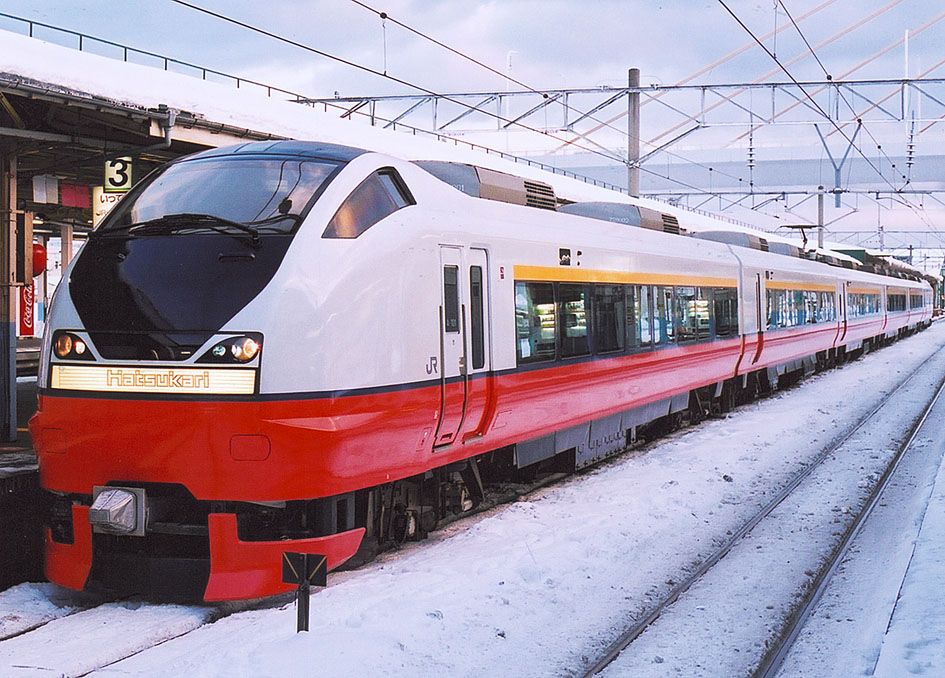
E751系電車「スーパーはつかり」（青森駅）

はつかりは、かつて日本国有鉄道（国鉄）が上野駅 - 青森駅間を常磐線、東北本線等経由で運行していた特急列車の愛称である。
東北新幹線開業後は運行区間を盛岡駅以北に短縮し、国鉄分割民営化後は運行が東日本旅客鉄道（JR東日本）等に引き継がれ、海峡線開通後は津軽線、海峡線、江差線、函館本線（津軽海峡線）経由で函館駅まで乗り入れていた。

## 概要
特別急行列車「はつかり」は、東京方面と北東北および北海道間の連絡列車の一翼を担う東京以北初の特急列車として1958年（昭和33年）10月1日（サンサントオ）に上野駅 - 青森駅間で運転を開始した。
当初は常磐線経由で、車両もC61形またはC62形蒸気機関車と43系客車等が使用され、1960年（昭和35年）からキハ81系（後のキハ80系）気動車に切り替えられたが、1968年（昭和43年）9月の東北本線全線電化、および上野駅 - 仙台駅間複線化に伴い、使用車両が583系電車となり、ダイヤ改正の10月（ヨンサントオ）より全線東北本線経由となる。その後、1982年（昭和57年）には東北新幹線が盛岡駅まで開業したため、運行区間は盛岡駅 - 青森駅間に短縮された。2002年（平成14年）12月1日の東北新幹線の八戸延伸に伴い、その役割を特急「白鳥」・「スーパー白鳥」および「つがる」に譲り、前日限りで廃止となった。
名称の由来は、秋に東北地方などに飛来する雁の群れをさす初雁から。廃止後も列車愛称として人気があり、東北新幹線八戸延伸時の新列車名、新青森延伸時の新型車両を使った新列車名の募集時に、どちらも1位を獲得している（最終的に前者は「はやて」、後者は「はやぶさ」となった）。

## 誕生から廃止までの運行概況
青森駅 - 函館駅間は1988年（昭和63年）3月13日以降の一部列車のみ乗り入れ。盛岡駅 - 青森駅間に下り5本と上り6本、盛岡駅 - 函館駅間に下り3本と上り4本、青森始発函館行きの下り1本が、「スーパーはつかり」が盛岡駅 - 青森駅間に5往復運転されていた。なお、「スーパーはつかり」は使用車両（E751系）が青函トンネル対応の工事を行わなかったため、函館駅まで乗り入れることはなかった。1993年（平成5年）3月18日のダイヤ改正以前は好摩駅・沼宮内駅（現・IGRいわて銀河鉄道いわて沼宮内駅）・剣吉駅・陸奥市川駅・下田駅・上北町駅・乙供駅にも1日上下各1本が停車していた。2000年（平成12年）3月11日のダイヤ改正直前は八戸駅・三沢駅に加えて二戸駅・野辺地駅にもすべての列車が停車していたが、その改正で二戸駅・野辺地駅が通過となる列車が設定された。五稜郭駅については当初一部列車のみ停車していたが、のちに全列車停車となった。

### 停車駅
本節では、運行開始からの停車駅の変遷を記述する。このうち、2002年（平成14年）12月1日：東北新幹線盛岡駅 - 八戸駅間延伸及び2010年（平成22年）12月4日に東北新幹線全線開業に伴い、第三セクター化した盛岡駅 - 青森駅間の停車駅については、運行されていた当時の運営組織（国鉄・JR東日本）の駅として扱い、記述する（本節の出典：）。なお、常磐線経由時代は千葉県内（ただし常磐線は当時の東京鉄道管理局管内であった）を通過していたが、同県内の駅には停車していなかった。東北本線経由に変更後は埼玉県と栃木県（いずれの県にも停車駅あり）を経由するようになった一方で、千葉県と茨城県（後者のみ停車駅があった）を経由しなくなった。
凡例
（ ）　… 一部列車のみ停車。
レ …　列車（客車）
D  …　気動車
M  … 電車
1958年（昭和33年）10月1日ダイヤ改正（運転開始は、同月10日）
1レ青森行、2レ上野行　使用車両：44系客車他
上野駅 - 水戸駅 - 平駅（現・いわき駅） - 仙台駅 - 一ノ関駅 - 盛岡駅 - 尻内駅（現・八戸駅） - 青森駅
1960年（昭和35年）12月10日ダイヤ改正
1D青森行、2D上野行　使用車両：81系（後の80系）気動車
上野駅 - 水戸駅 - 平駅（現・いわき駅） - 仙台駅 - 一ノ関駅 - 盛岡駅 - 尻内駅（現・八戸駅） - 青森駅
1961年（昭和36年）10月1日ダイヤ改正
1D青森行、2D上野行　使用車両：82系気動車
上野駅 - 水戸駅 - 平駅（現・いわき駅） - 仙台駅 - 一ノ関駅 - 盛岡駅 - 尻内駅（現・八戸駅） - 青森駅
1968年（昭和43年）10月1日ダイヤ改正
1M「2号」青森行、2M「1号」上野行　使用車両：583系電車
上野駅 - 宇都宮駅 - 福島駅 - 仙台駅 - 盛岡駅 - 青森駅
2021M「1号」青森行、2022M「2号」上野行 使用車両：583系電車
上野駅 - 大宮駅 - 郡山駅 - 福島駅 - 仙台駅 - 盛岡駅 - 尻内駅（現・八戸駅） - 青森駅
1970年（昭和45年）10月1日ダイヤ改正
1M「3号」青森行、2M「1号」上野行
上野駅 - 宇都宮駅 - 福島駅 - 仙台駅 - 盛岡駅 - 青森駅
2021M「1号」青森行、2024M「3号」上野行 
上野駅 - 大宮駅 - 宇都宮駅 - 郡山駅 - 福島駅 - 仙台駅 - 一ノ関駅 - 花巻駅 - 盛岡駅 - 八戸駅 - 三沢駅 - 浅虫駅（現・浅虫温泉駅） - 青森駅
2023M「2号」青森行、2022M「2号」上野行 
上野駅 - 郡山駅 - 福島駅 - 仙台駅 - 盛岡駅 - 八戸駅 - 野辺地駅 - 浅虫駅（現・浅虫温泉駅） - 青森駅
1972年（昭和47年）3月15日ダイヤ改正
1M「3号」青森行、2M「1号」上野行
上野駅 - 宇都宮駅 - 福島駅 - 仙台駅 - 盛岡駅 - 青森駅
21M「1号」青森行、24M「3号」東京行
（東京駅 ←）上野駅 - 大宮駅 - 宇都宮駅 - 郡山駅 - 福島駅 - 仙台駅 - 一ノ関駅 - 盛岡駅 - 北福岡駅（現・二戸駅） - 八戸駅 - 三沢駅 - 浅虫駅（現・浅虫温泉駅） - 青森駅
23M「2号」青森行、22M「2号」上野行
（東京駅 →）上野駅 - 郡山駅 - 福島駅 - 仙台駅 - 花巻駅 - 盛岡駅 - 八戸駅 - 野辺地駅 - 浅虫駅（現・浅虫温泉駅） - 青森駅
1973年（昭和48年）3月1日ダイヤ改正
1M「4号」青森行、2M「1号」上野行
上野駅 - 宇都宮駅 - 福島駅 - 仙台駅 - 盛岡駅 - 青森駅
21M「1号」青森行、24M「4号」上野行
（東京駅 ←）上野駅 - 大宮駅 - 宇都宮駅 - 郡山駅 - 福島駅 - 仙台駅 - 一ノ関駅 - 盛岡駅 - 北福岡駅（現在の二戸駅） - 八戸駅 - 三沢駅 - 浅虫駅（現・浅虫温泉駅） - 青森駅
23M「2号」青森行、22M「2号」上野行 の停車駅
（東京駅 →）上野駅 - 郡山駅 - 福島駅 - 仙台駅 - 花巻駅 - 盛岡駅 - 八戸駅 - 野辺地駅 - 浅虫駅（現・浅虫温泉駅） - 青森駅
8001M「3号」青森行、8002M「3号」上野行（485系使用）
上野駅 - 大宮駅 - 宇都宮駅 - 郡山駅 - 福島駅 - 仙台駅 - 一ノ関駅 - 水沢駅 - 盛岡駅 - 八戸駅 - 三沢駅 - 野辺地駅 - 浅虫駅（現・浅虫温泉駅） - 青森駅
1973年（昭和48年）10月1日ダイヤ改正
1M「5号」青森行、2M「1号」上野行
上野駅 - 宇都宮駅 - 福島駅 - 仙台駅 - 盛岡駅 - 青森駅
21-28M「1 - 4号」青森行、24M「2 - 5号」上野行
上野駅 - 大宮駅 - 宇都宮駅 - 郡山駅 - 福島駅 - 仙台駅 - 一ノ関駅 - 水沢駅 - 北上駅 - 花巻駅 - 盛岡駅 - 北福岡駅（現在の二戸駅） - 三戸駅 - 八戸駅 - 三沢駅 - 浅虫駅（現在の浅虫温泉駅） - 青森駅
1978年（昭和53年）10月2日ダイヤ改正
上野駅 - 大宮駅 - 宇都宮駅 - 郡山駅 - 福島駅 - 仙台駅 - 小牛田駅 - 一ノ関駅 - 水沢駅 - 北上駅 - 花巻駅 - 盛岡駅 - 一戸駅 - 北福岡駅（現・二戸駅） - 三戸駅 - 八戸駅 - 三沢駅 - 野辺地駅 - 浅虫駅（現・浅虫温泉駅） - 青森駅
- 大宮駅は11・4号が通過
  - 仙台駅以北で全便停車の一ノ関駅・盛岡駅・八戸駅以外の停車駅
- 小牛田駅は1・12号が停車（代わりに「みちのく」号が停車）
- 水沢駅は5・7・9・4・8・10号が停車
- 北上駅は3・9・4・12号が停車
- 花巻駅は1・5・7・6・8・10号が停車
- 一戸駅は7・10号が停車（代わりに「みちのく」号が停車）
- 北福岡駅は1・9・8・10号が停車
- 三戸駅は3・7・6・12号が停車
- 三沢駅は11号（1M）と2号（2M）が通過（代わりに「みちのく」号が停車）
- 野辺地駅は3・5・9・4・6・8号が停車
- 浅虫駅は1・3・5・4・6・12号が停車
  - 1982年6月23日 − 1982年11月14日
- 東北新幹線開業後から上越新幹線開業までの間、「やまびこ」の廃止並びに「ひばり」の減便に伴い、暫定的に停車駅が増える。

1982年（昭和57年）11月15日 - 2002年（平成14年）11月30日
盛岡駅 - （好摩駅） - （沼宮内駅(現・いわて沼宮内駅)） - 一戸駅 - 二戸駅 - （金田一温泉駅） - 三戸駅 - （剣吉駅） - 八戸駅 - （陸奥市川駅） - （下田駅） - 三沢駅 - （上北町駅） - （乙供駅） - 野辺地駅 - （小湊駅） - （浅虫温泉駅） - 青森駅 - （蟹田駅） - （木古内駅） - 五稜郭駅 - 函館駅
1982年11月15日改正時の弘前駅へ延長運行を行う「はつかり5号」と折り返しの「はつかり18号」（弘前駅延長運行は金土休日のみ）の青森駅以降の停車駅
青森駅 - （浪岡駅）- （川部駅） - 弘前駅
浪岡駅と川部駅は1985年（昭和60年）3月14日改正時以降の停車駅

## 使用車両・編成
| 1           | 2         | 3         | 4         | 5         | 6         | 7         | 8           |
| スハニ 35形 | スハ 44形 | スハ 44形 | スハ 44形 | マシ 35形 | ナロ 10形 | ナロ 10形 | スハフ 43形 |

| 1         | 2         | 3         | 4           | 5         | 6         | 7         | 8         | 9         |
| キハ 81形 | キロ 80形 | キロ 80形 | キサシ 80形 | キハ 80形 | キハ 80形 | キハ 80形 | キハ 80形 | キハ 81形 |

| 1         | 2         | 3         | 4           | 5         | 6         | 7         | 8         | 9         | 10        |
| キハ 81形 | キロ 80形 | キロ 80形 | キサシ 80形 | キハ 80形 | キハ 80形 | キハ 80形 | キハ 80形 | キハ 80形 | キハ 81形 |

| 1            | 2          | 3            | 4            | 5            | 6            | 7          | 8            | 9            | 10           | 11           | 12           | 13           |
| クハネ 581形 | サロ 581形 | モハネ 582形 | モハネ 583形 | モハネ 582形 | モハネ 583形 | サシ 581形 | モハネ 582形 | モハネ 583形 | モハネ 582形 | モハネ 583形 | サハネ 581形 | クハネ 581形 |

| 1          | 2          | 3          | 4          | 5          | 6          | 7          | 8          | 9          | 10         | 11         | 12         |
| クハ 481形 | サロ 481形 | モハ 484形 | モハ 485形 | モハ 484形 | モハ 485形 | サシ 481形 | モハ 484形 | モハ 485形 | モハ 484形 | モハ 485形 | クハ 481形 |

| 1          | 2          | 3          | 4          | 5          | 6          | 7          | 8          | 9          | 10         | 11         | 12         |
| クハ 481形 | モハ 484形 | モハ 485形 | モハ 484形 | モハ 485形 | サロ 481形 | サシ 481形 | モハ 484形 | モハ 485形 | モハ 484形 | モハ 485形 | クハ 481形 |

| 1            | 2            | 3            | 4            | 5            | 6          | 7          | 8            | 9            | 10           | 11           | 12           | 13           |
| クハネ 583形 | モハネ 582形 | モハネ 583形 | モハネ 582形 | モハネ 583形 | サロ 581形 | サシ 581形 | モハネ 582形 | モハネ 583形 | モハネ 582形 | モハネ 583形 | サハネ 581形 | クハネ 583形 |

44系客車 + 10系客車 + マシ35形客車
1958年（昭和33年）10月10日から1960年（昭和35年）12月9日までは、蒸気機関車+客車の編成で運行された。
上野駅 - 仙台駅間は尾久機関区（現・尾久車両センター）・平機関区所属のC62形蒸気機関車、仙台駅 - 青森駅間は仙台機関区（現・仙台車両センター）所属のC61形蒸気機関車がそれぞれ牽引した。また、盛岡駅 - 青森駅間では補機としてC60形蒸気機関車が使用された。
客車は主に尾久客車区（現・尾久車両センター）の車両が使用された。44系5両（スハニ35形1両、スハ44形3両、スハフ43形1両）を中心に、食堂車のマシ35形1両、特別二等車のナロ10形2両を連結した8両編成であった。
1960年にはマシ35からオシ17に変更となり乗り心地とアコモデーションの改善が図られた。

80系気動車
1960年（昭和35年）12月10日から1968年（昭和43年）9月8日まで、尾久機関区所属車が使用された。本系列の投入により、「はつかり」は日本初の気動車特急列車となった。当初は9両編成だったが、1963年（昭和38年）4月20日からは10両に増車された。

583系電車
青森運転所所属車が使用され1968年（昭和43年）9月9日から運行を開始した。当初は13両編成で運行されており、1979年（昭和54年）10月1日にグリーン車の連結位置が2号車から6号車に変更された。1982年（昭和57年）11月15日からは食堂車が営業休止となり、1985年（昭和60年）3月14日からは食堂車を外した12両編成となった。1986年（昭和61年）11月1日からは繁忙期を除き9両編成に減車された。1993年（平成5年）12月1日に定期運用を終了し、以後は定期列車の代走または臨時列車でのみ運用された。

485系電車
1973年（昭和48年）3月1日から青森運転所所属車が運用を開始した。当初は食堂車を連結した12両編成で運行されていたが、1982年（昭和57年）11月15日のダイヤ改正からは9両編成となった。1985年（昭和60年）3月14日からはグリーン車を外したモノクラスの6両編成となったが、1987年（昭和62年）10月6日からは半室グリーン車のクロハ481形1000番台を連結し、モノクラス編成は順次解消された。1988年（昭和63年）3月13日からは津軽海峡線（青函トンネル）開業に伴う対応工事が施工され、函館駅に乗り入れるようになった。1996年（平成8年）3月からはリニューアル工事を施工した485系3000番台が充当された。
1982年（昭和57年）11月15日から1985年（昭和60年）3月14日までは、秋田運転区（→南秋田運転所→秋田車両センター→現・秋田総合車両センター南秋田センター）所属車による運用も設定された。当該列車はモノクラスの6両編成で運行された。
1990年（平成2年）3月1日から1993年（平成5年）3月17日までは、特急「たざわ」の間合い運用で1往復（27・28号）に南秋田運転所所属車が充当された。基本編成は3両だったが、慢性的な混雑から増結が日常化していたため、1992年（平成4年）7月1日からは5両編成に増車された。
1991年（平成3年）3月16日に津軽海峡に高速船「ゆにこん」が就航されたことへの対抗策として、ブレーキ距離950 m以内に停まることを条件に、600メートル条項を除外する特認を受けて青函トンネル内で140 km/h運転を開始した。さらにそれ以上の運転速度も検討されたが、加速に時間がかかるなど、車両性能の関係からこの速度となった。485系は抑速ノッチを有するが、140 km/hで均衡する抑速ノッチを持たないため、青函トンネル内の下り連続勾配で惰行運転し、140 km/hに加速すると速度超過にならない様に、手動で抑速ブレーキをかけて130 km/hに落とすノコギリ運転を行なっていたと考えられる。また、同トンネル内の上り12パーミル連続勾配に140 km/hで突入しても、4M2Tの編成（出力1,920 kw、トン当たり出力7 kw）の場合、フルノッチを投入し続けても6 km程走行すると速度115 km/hにまで低下してしまい、この速度で頭打ちとなった。これらの問題は後に「スーパー白鳥」の運転開始とともに解消され、青函トンネルを24分（平均速度：134.6 km/h）で走破している。

E751系電車
青森運転所（青森車両センター→現・盛岡車両センター青森派出所）所属。速達型列車「スーパーはつかり」の運行開始に伴い、同列車専用として2000年（平成12年）3月11日から運行を開始した。ただし、上述したように青函トンネル対応工事が施工されなかったため、函館駅までの乗り入れ実績はない。

## 歴史・沿革
本節では、「はつかり」の歴史・沿革を、運行開始から1982年11月14日までを「東京対東北・北海道間の連絡輸送列車として」、1982年11月15日以降から廃止されるまでを「東北新幹線連絡列車として」の節に分けて記述する。

### 東京対東北・北海道間の連絡輸送列車として
- 1958年（昭和33年）10月1日：ダイヤ改正により上野駅 - 青森駅間（常磐線経由）で「はつかり」（1・2列車）が運転開始。しかし、首都圏でも大規模な浸水被害を起こした狩野川台風の影響で実際の運行開始は10日からとなった。所要時間は上下ともに12時間ちょうど。青森駅では下りが深夜に到着、上りが早朝に出発し、いずれも青函連絡船の夜行便を経由して北海道内の急行列車に接続するダイヤが確立。列車番号ではトップナンバーの「1レ・2レ」が与えられる。
- 1960年（昭和35年）12月10日：「はつかり」使用車両を新開発のキハ81系気動車に置換え。日本初の気動車特急列車となったが、当初は習熟運転と称し客車時代のダイヤで運転された。しかし、十分な試験走行を行わずに運転を開始したため初期故障が続発。新聞には「はつかりがっかり事故ばっかり」などと書き立てられた。列車番号は「1D・2D」に変更。
- 1961年（昭和36年）3月1日：「はつかり」は所要時間を10時間45分に短縮し、同年10月にはさらに短縮し所要時間は10時間25分になる。
- 1963年（昭和38年）4月20日 「はつかり」が10両編成になる。
- 1968年（昭和43年）
  - 9月9日：ダイヤ改正に先立ち、下り上野発「はつかり」から青森運転所（現在の青森車両センター）の583系電車に置き換え。上り「はつかり」は翌10日に置き換え。
  - 10月1日：東北本線全線の電化にあわせたヨンサントオのダイヤ改正により、「はつかり」は東北本線経由に変更し[注 5]所要時間が8時間30分に短縮。増発して2往復になる。この時、下り2号・上り1号となった従来の運行時間帯の列車は増発列車とは全く別扱いで引き続きトップナンバーの「1M・2M」となり、その後の増発時でも変えられず、盛岡以南の運転終了まで継続される。
- 1970年（昭和45年）
  - 8月：旧盆時期の急増する帰省客へ対応するための臨時列車として、「はつかり」51号が常磐線経由で運転される[注 6]。
  - 10月1日：ダイヤ改正により、「八甲田」の1往復が「はつかり」に格上げ。「はつかり」は1往復増発されて3往復になる。
- 1972年（昭和47年）3月15日：1往復が東京駅に乗入れ開始。
- 1973年（昭和48年）
  - 3月1日：臨時列車の「はつかり」が1往復増発されて4往復になる。青森運転所の485系電車が使用開始。
  - 4月1日：東北・上越新幹線建設工事に伴う東京駅 - 上野駅間の回送線使用停止措置により、東京乗入れが中止。
  - 10月1日：「はつかり」が1往復増発され、臨時列車も定期列車化されて、5往復になる。
- 1978年（昭和53年）10月2日：ゴーサントオと呼ばれるダイヤ改正に伴い、「はつかり」が「やまびこ」を青森まで延長する形で1往復増発され、6往復になる。普通車自由席を設置し、「はつかり」はエル特急に指定される。485系のグリーン車の連結位置を2号車から6号車に変更。
- 1979年（昭和54年）10月1日：583系のグリーン車の連結位置を2号車から6号車に変更。

| キハ80系「はつかり」 1960 - 1968年 |  | 485系「ひばり」（手前）と583系「はつかり」(奥) |
| キハ80系「はつかり」 1960 - 1968年 |  | 485系「ひばり」（手前）と583系「はつかり」(奥) |

### 東北新幹線連絡列車として
- 1982年（昭和57年）11月15日：ダイヤ改正により、盛岡駅 - 青森駅間に運行区間が短縮。
  - 青森運転所所属の583系13両編成（食堂車は営業休止）、485系9両編成、秋田運転区所属の485系6両編成（モノクラス編成）での運行。
  - なお、週末のみ5号と18号の1往復が青森駅 - 弘前駅間を延長運転していた。しかし、東北自動車道経由で盛岡と弘前を結ぶ高速バス「ヨーデル号」が運転を開始し、弘前市周辺の住民に東北新幹線へのアクセスとして高速バス利用が定着した。そのため、延長運転は廃止された。
  - 急行「しもきた」と急行「くりこま」の盛岡駅 - 青森駅間の特急昇格化により、11往復となる。
  - 「はつかり」21号・2号は旧1M（11号）・2M（2号）を踏襲する形で、八戸駅のみの停車。
  - 好摩駅、沼宮内駅、金田一駅、陸奥市川駅、上北町駅、小湊駅が停車駅に追加。
  - 東北新幹線上野駅開業までの間、下り上野駅 - 青森駅間、上り青森駅 - 大宮駅間で臨時特急「ふるさと」の運転開始。運転開始日は不詳。
- 1984年（昭和59年）2月1日：「はつかり」21号・2号に北福岡駅と三沢駅が停車駅に追加。かつて運行していた「みちのく」に準ずる停車となる。「みちのく」運行時は、北福岡駅は通過だった。三沢駅に全ての「はつかり」が、停車駅となる。
  - 乙供駅が停車駅に追加。
- 1985年（昭和60年）3月14日：583系から食堂車を外して13両から12両に減車。485系使用列車は青森運転所モノクラス6両編成に統一。北福岡駅と野辺地駅が全ての「はつかり」が、停車駅となる。
  - 剣吉駅、下田駅が停車駅に追加。
  - 青森駅 - 弘前駅間の運行が、臨時運転に格下げ。浪岡駅、川部駅が停車駅に追加。
- 1986年（昭和61年）11月1日：2往復増発。583系使用列車が12両から9両に減車（ただし、繁忙期は12両で運転）。
  - 青森駅 - 弘前駅間の臨時延長運転の廃止。
- 1987年（昭和62年）10月6日：485系使用列車に半室グリーン車を連結開始、モノクラス編成を順次解消[7]。
- 1988年（昭和63年）3月13日：青函トンネルの開業により、「はつかり」2往復が函館駅まで延長される[3]。
- 1990年（平成2年）3月1日：「たざわ」の間合いで、盛岡駅 - 青森駅間1往復（27・28号）に南秋田運転所所属の485系3両編成が充当される。
- 1991年（平成3年）3月16日：600メートル条項を除外する特認を受け、青函トンネル内での最高速度140 km/h運転を開始[10]。なお、140 km/hからのブレーキ距離は950 mとした[9]。
- 1992年（平成4年）7月1日：南秋田運転所所属の485系3両を5両に増結。慢性的な混雑から実際にはこれ以前から増結が日常化していた。
- 1993年（平成5年）
  - 3月18日：485系使用列車が再び青森所属車に統一される。
  - 12月1日：583系が定期運用から撤退。以後、定期列車の代走または臨時列車でのみ使用される。
- 1996年（平成8年）3月：「はつかり」にリニューアル工事を施した485系3000番台の使用を開始。
- 2000年（平成12年）3月11日：速達型列車「スーパーはつかり」の運転開始[10]。新しく開発されたE751系電車を使用。盛岡 - 青森間が最速1時間58分となり、10分短縮される（最速達便の途中停車駅は八戸・三沢のみ）。また、「はつかり」のエル特急の指定を解除する。
- 2002年（平成14年）12月1日：東北新幹線八戸延伸により廃止[1]。

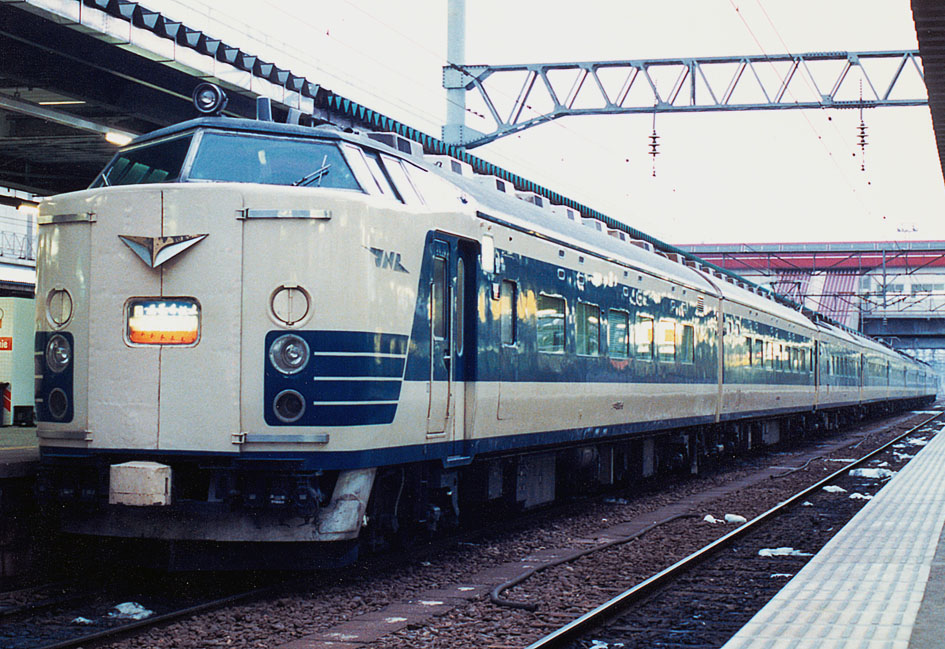
583系「はつかり」1987年 盛岡駅
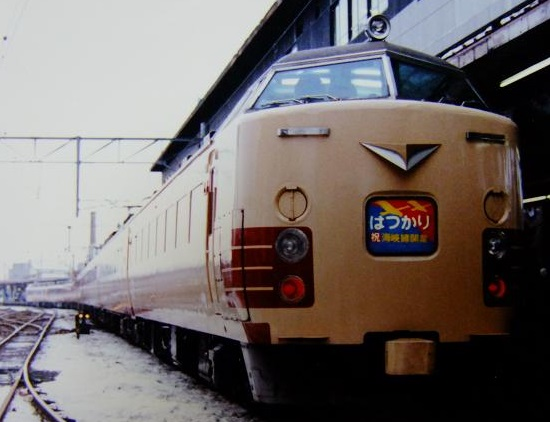
青函トンネル開通記念HM
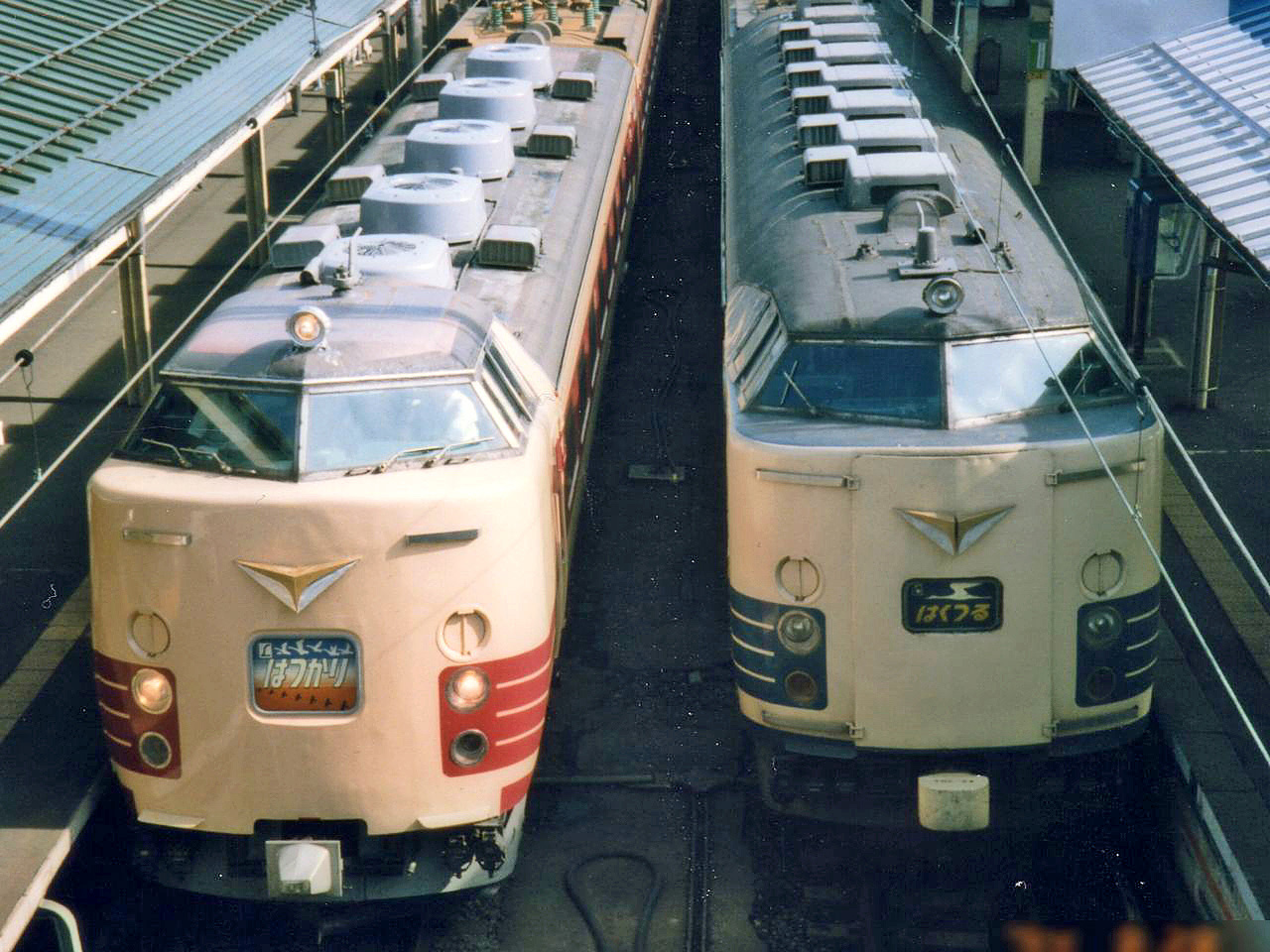
485系「はつかり」（左）と583系「はくつる」（右） 1994年 青森駅

## 廃止後の復活運転
- 2001年（平成13年）
  - 4月28日：青森駅 → 上野駅間で臨時特急「思い出の583系はつかり号」（583系電車12両）が運転される[11]。
  - 4月29日：上野駅 → 青森駅間で臨時特急「思い出の583系はつかり号」（583系電車12両）が運転される[11]。
- 2002年（平成14年）
  - 11月2日：青森駅 → 上野駅間で臨時特急「思い出のはつかり号」（583系電車12両）が運転される[1]。
  - 11月30日：青森駅 - 一ノ関駅間で臨時特急「さよならはつかり583系号」（583系電車9両）が運転される[1]。
- 2009年（平成21年）
  - 3月20日：「はつかり」誕生50周年を記念して、上野駅 - 青森駅間で団体臨時列車が583系6両で運転される。
  - 3月21日：前日に続き、青森駅 - 函館駅間で団体臨時列車が485系3000番台6両で運転される。
  - 12月5日：東北新幹線新青森駅開業プレキャンペーンの一環として、八戸駅 - 青森駅間で「なつかしのはつかり」号が583系6両で運転される。
- 2010年（平成22年）10月18日：上野駅 - 青森駅間（宮城野貨物線経由）で「宮城野貨物線踏破 青森行き特急はつかりの旅」号が583系6両で運転される。
- 2011年（平成23年）12月3日：東北本線開業120周年記念の一環として、上野駅 - 青森駅間で「『特急はつかり号』で行く みちのく青森の旅」ツアー列車が583系6両で運転される。
- 2015年（平成27年）10月2日・10月4日：盛岡駅 - 函館駅間で近畿日本ツーリスト東北・クラブツーリズムの共同によるツアー列車として485系3000番台6両で運転される。2日に往路の盛岡 → 函館、4日に復路の函館 → 盛岡間を運転。
- 2021年（令和3年）9月4日：東北本線全線開業130周年記念および東北ディスティネーションキャンペーンの一環として、青森駅 - 盛岡駅間で「リバイバルスーパーはつかり」がE751系4両で運転される[12][注 7]。
- 2022年（令和4年）7月2日・7月3日：東北新幹線開業40周年記念のイベントの一環として、1982年当時を再現[注 8]した運行が行われ、盛岡駅 - 青森駅間では東北新幹線開業40周年記念号連絡列車として団体臨時列車「国鉄色特急列車はつかり号」がE653系7両で運転される[13]。2日に往路の盛岡 → 青森、3日に青森 → 盛岡を運転。営業運転時に使用されたC61・62形蒸気機関車+44系客車、キハ81系、583系、485系、E751系以外の車両を使用して復活運行を行うのは今回が初めて[注 9]である。

## 特急「はつかり」が登場する作品
音楽ではチェリッシュ・BUZZ・松山千春 、小説では鮎川哲也や西村京太郎の作品で登場したほか、絵本やアニメ作品でも登場している。